# 1993 في تونس
فيما يلي قوائم الأحداث التي وقعت خلال عام 1993 في تونس.

## ظهور
- 1 يناير – الملاحظ

## مواليد

### يوليو
- 2 يوليو – ياسين مرياح لاعب كرة قدم تونسي.[1]

## وفيات

### يناير
- 1 يناير – الصادق المقدم (مواليد 1914) سياسي تونسي.[2]
- 1 يناير – الطاهر قيقة (مواليد 1922) كاتب تونسي.
- 25 يناير – الهادي نويرة (مواليد 1911) سياسي تونسي.[3]